# Úhniv
Úhniv (ucraniano: У́гнів; polaco: Uhnów; yidis: הובנוב) es una ciudad de Ucrania, constituida administrativamente como una pedanía de la vecina ciudad de Belz, en el raión de Chervonohrad de la óblast de Leópolis.
En 2017, la ciudad tenía 985 habitantes. Actualmente Úhniv es la ciudad habitada menos poblada del país, pues solo tienen menos habitantes las ciudades despobladas de Chernóbil y Prípiat.
Se conoce la existencia de la localidad desde 1360, cuando se menciona como una localidad del reino de Polonia. En 1462, Casimiro IV Jagellón le otorgó el Derecho de Magdeburgo. En la partición de 1772 se incorporó al Imperio Habsburgo, hasta que se integró en la Segunda República Polaca en 1918. Pasó a formar parte de la RSS de Ucrania después del ajuste territorial de 1951.
Se ubica junto a la frontera con Polonia, unos 30 km al oeste de Chervonohrad sobre la carretera T1404 que lleva a Rava-Ruska.

## Historia

### Fundación
Los orígenes exactos de Úhniv se remontan a tiempos antiguos, y su historia se entrelaza con la de la región circundante. Según los registros históricos, la ciudad fue mencionada por primera vez en documentos en el siglo XIV. Sin embargo, se cree que la zona estuvo habitada mucho antes de esa fecha.

### Dominio polaco y austrohúngaro
Durante gran parte de su historia, Úhniv estuvo bajo el dominio de Polonia. En el siglo XV, la ciudad formó parte del Reino de Polonia y más tarde del Gran Ducado de Lituania. Durante este período, la ciudad se convirtió en un importante centro comercial y experimentó un crecimiento significativo.
En el siglo XVIII, después de las particiones de Polonia, Úhniv pasó a formar parte del Imperio Austrohúngaro. Bajo el dominio austriaco, la ciudad continuó su desarrollo, con la construcción de nuevas infraestructuras y la llegada de instituciones educativas.

### Período de entreguerras y la Segunda Guerra Mundial
Después del colapso del Imperio Austrohúngaro al final de la Primera Guerra Mundial, Úhniv se encontró en una posición de cambio una vez más. Pasó a formar parte de la Segunda República Polaca y fue un centro regional importante durante el período de entreguerras.
Sin embargo, la paz no duró mucho, ya que la Segunda Guerra Mundial estalló en 1939. Durante la guerra, Úhniv sufrió enormes daños y pérdidas. La ciudad fue ocupada por la Alemania nazi y testigo de represiones y deportaciones masivas.

### Época soviética y Ucrania independiente
Después del fin de la Segunda Guerra Mundial, Úhniv se incorporó a la República Socialista Soviética de Ucrania, que más tarde se convirtió en parte de la Unión Soviética. Durante este período, la ciudad experimentó un proceso de reconstrucción y se llevaron a cabo iniciativas para desarrollar la industria y la infraestructura.
Con el colapso de la Unión Soviética en 1991, Ucrania se independizó y Úhniv se convirtió en parte del territorio ucraniano. Desde entonces, la ciudad se ha enfrentado desafíos y oportunidades asociadas con la transición a una economía de mercado y la consolidación de la identidad nacional ucraniana.
Antes de su integración en el actual municipio de Belz en 2020, Úhniv era una ciudad de importancia distrital en el raión de Sokal. En el territorio de Úhniv se incluía como pedanía la pequeña aldea de Zastavné, de algo menos de cien habitantes.